# Sh2-160
Sh2-160 est une nébuleuse en émission visible dans la constellation de Céphée.
Elle est située dans la partie orientale de la constellation, à environ 2° au sud-est de l'étoile ι Cephei. La période la plus appropriée pour son observation dans le ciel du soir tombe entre les mois de juillet et décembre et elle est considérablement facilitée pour les observateurs situés dans les régions de l'hémisphère boréal, où elle se produit circumpolaire jusqu'aux régions tempérées chaudes.
C'est une région H II assez étendue mais très peu étudiée, située sur le bras d'Orion à une distance d'environ 900 pc (∼2 940 al), dans la même région du bras d'Orion où se trouve l'association OB Cepheus OB3. L'étoile principale responsable de l'ionisation de ses gaz n'est pas connue.